# Poieni (Parincea), Bacău
Poieni este un sat în comuna Parincea din județul Bacău, Moldova, România.